# Here excavata
Here excavata är en musselart som först beskrevs av Carpenter 1857.  Here excavata ingår i släktet Here och familjen Lucinidae. Inga underarter finns listade i Catalogue of Life.